# Codewort Larissa 42
Codewort Larissa 42 war eine interaktive Science-Fiction-Hörspielserie, die von 1995 bis 1997 im Radioprogramm SDR 3 gesendet wurde. Die Hörer konnten eigene Vorlagen, Szenen und Dialoge einsenden. Die Redaktion traf eine Vorauswahl und ließ die Hörer über das Internet und das FidoNet entscheiden, wie die Handlung fortgesetzt werden soll.
Im Mittelpunkt der im Jahre 2501 angesiedelten Fortsetzungsgeschichte steht die Computerexpertin Larissa, die mit dem von ihr entwickelten Programm Larissa 42 in der Lage ist, Zeitreisen zu unternehmen.
Die Zahl 42 im Titel ist eine Reverenz an Douglas Adams’ Per Anhalter durch die Galaxis.